# Кристијан Павон
Кристијан Давид Павон (шп. Cristian David Pavón; Кордоба, 21. јануара 1996) аргентински је фудбалер, који тренутно наступа за Атлетико Минеиро. Висок је 167 центиметара и игра у нападу.
Фудбалом почео да се бави у Taљересу, где је прошаи све млађе селекције и са клубом потписао уговор са 16 година старости. Дана 9. јула 2014. прешао је у Боку јуниорс.
У мају 2018, Павон се нашао на проширеном списку од 35 играча репрезентације Аргентине, a потом и на коначном списку селектора Хорхеа Сампаолија за Светско првенство у фудбалу 2018. под бројем 22.